# 565184 Janusz
565184 Janusz è un asteroide della fascia principale. Scoperto nel 2012, presenta un'orbita caratterizzata da un semiasse maggiore pari a 3,1601123 au e da un'eccentricità di 0,1153359, inclinata di 17,90469° rispetto all'eclittica.